# Protocyon
Protocyon è un genere estinto di mammiferi carnivori, appartenente ai canidi. Visse nel Pleistocene e nell'Olocene. I suoi resti sono stati ritrovati in Sudamerica.

## Un canide robusto
Nel corso del Pliocene (circa 4 milioni di anni fa), con la ricostituzione dell'istmo di Panama, avvenne un grande scambio faunistico tra Nord e Sudamerica; tra i mammiferi immigranti dal continente settentrionale vi furono i canidi, che diedero origine a diverse forme specializzate. Tra queste, il protocione assomigliava a un lupo, ma di corporatura più robusta (pesava circa 65 lb o 30 kg). Di questo animale si conoscono molti resti in vari giacimenti archeologici (principalmente denti), a conferma che il protocione sopravvisse fino all'Olocene. È probabile che questo canide fosse un divoratore di carogne, in quanto la sua struttura ossea suggerisce che non fosse un buon corridore e quindi non poteva cacciare prede veloci, tuttavia la dentizione mostra adattamenti ad una dieta ipercarnivora, tratto evoluto varie volte nei canidi e di solito associato ad attività di caccia di gruppo. È probabile comunque che fosse un animale dalle abitudini cursorie. La competizione tra predatori nel corso del Pleistocene in Sudamerica era molto alta, data anche la presenza dei grandi felidi come Smilodon, il giaguaro e il puma.
Del genere Protocyon sono note varie specie: P. orcesi dell'Ecuador, P. troglodytes dell'Ecuador, della Bolivia e del Brasile, P. tarijensis della Bolivia e P. scagliarum, la forma più antica, dell'Argentina. È nota anche una quinta specie, non ancora descritta, proveniente dal Pleistocene superiore dell'Argentina.